# 阳信县
阳信县是中国山东省滨州市所辖的一个县，位於黃河三角洲平原開發中心地帶。因漢代名將韓信自燕伐齊屯兵古篤河之陽而得名。以出产鸭梨而闻名，縣人民政府駐信城街道城六路567號。

## 歷史
晉朝官員邵續在晉朝因永嘉之亂失去北方大部分國土後仍長時間據守位於境內的厭次城。

## 人口
根據第七次全国人口普查數據，截至2020年11月1日零時，陽信縣常住人口為421502人。

## 行政区划
阳信县下辖2个街道办事处、7个镇、1个乡：
信城街道、金阳街道、商店镇、温店镇、河流镇、翟王镇、流坡坞镇、水落坡镇、劳店镇和洋湖乡。

## 交通
- 340国道过境。

## 知名人物
Category: 阳信人